# ꬻ
Cette page contient des caractères spéciaux ou non latins. S’ils s’affichent mal (▯, ?, etc.), consultez la page d’aide Unicode.
ꬻ (uniquement en minuscule), appelé n queue croisée, est une lettre additionnelle de l’alphabet latin qui est utilisée dans l’alphabet Anthropos, dans la transcription phonétique dialectale allemande ou dans certaines transcriptions API non standard.

## Utilisation
Eduard Sievers utilise le n queue croisée pour représenter une consonne nasale vélaire, dîte « gutturale », dans Grundzüge der Lautphysiologie publié en 1876 et dans ses nouvelles éditions Grundzüge der Phonetik,.

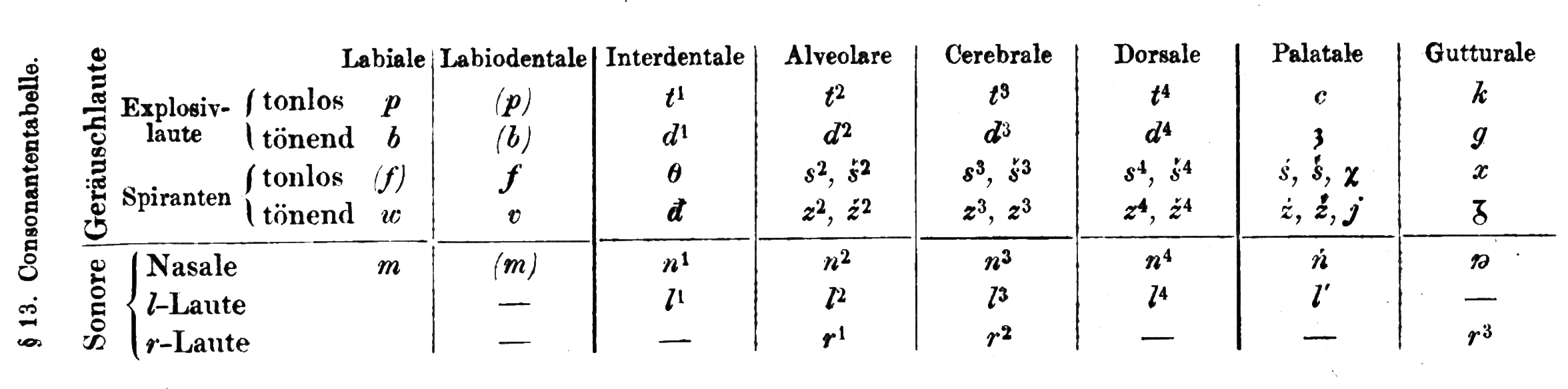
Table des symbols phonétiques de consonnes de Sievers 1876, avec le symbole ꬻ.

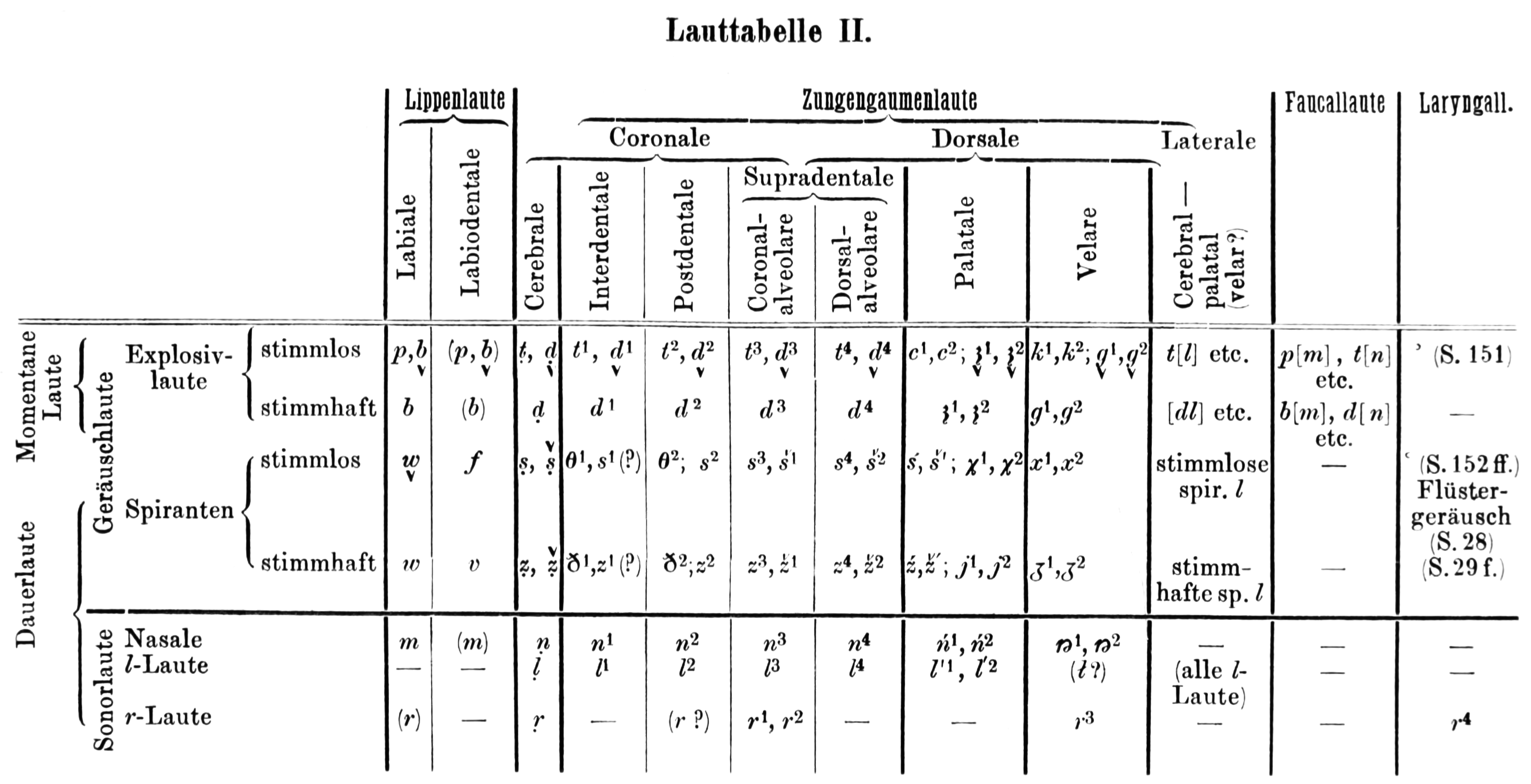
Table des symboles phonétiques de Sievers 1901 avec les symboles ꬻ¹ et ꬻ².

Wilhelm Schmidt utilise le n queue croisée dans l’alphabet Anthropos publié en 1907.
Donald MacAulay utilise le n queue croisée, comme symbole API non standard, pour représenter une consonne nasale vélaire voisée palatalisée [ŋʲ] distincte de la consonne nasale vélaire voisée représentée par eng ‹ ŋ ›, dans une description du gaélique écossais de 1992.

## Représentations informatiques
Le n queue croisée peut être représenté avec les caractères Unicode (Latin étendu E) suivants :
| formes    | représentations | chaînes de caractères | points de code | descriptions                            |
| --------- | --------------- | --------------------- | -------------- | --------------------------------------- |
| minuscule | ꬻ               | ꬻ                     | U+AB3B         | lettre minuscule latine n queue croisée |